# Jean Vuarnet
Jean Raoul Célina André Vuarnet (* 18. Januar 1933 in Le Bardo, Tunis; † 2. Januar 2017 in Sallanches) war ein französischer Skirennfahrer.

## Biografie
Vuarnet wurde in einem Vorort von Tunis im heutigen Tunesien geboren, seine Familie zog jedoch bereits ein Jahr nach seiner Geburt nach Morzine. Einer seiner Jugendfreunde war der Regisseur Roger Vadim.
Den größten Erfolg seiner Karriere als Sportler feierte Vuarnet bei den Olympischen Winterspielen 1960 in Squaw Valley, als er Olympiasieger in der Abfahrt wurde. Er verwendete bei diesem Sieg erstmals Metallskier und er gilt als Erfinder der „Ei-Hocke“ (auf Französisch: dite de l'œuf), die er bei diesem Sieg angewendet hat. Zuvor hatte er bei den Alpinen Skiweltmeisterschaften 1958 in Bad Gastein die Bronzemedaille in der Abfahrt gewonnen. Von 1957 bis 1959 wurde Vuarnet siebenmal Französischer Meister – je zweimal in Abfahrt, Slalom und Kombination und einmal im Riesenslalom.
Nach seiner aktiven Laufbahn war Vuarnet von 1968 bis 1972 Chef des italienischen Alpin-Skiteams. Mit dem jungen Team um Gustav Thöni und Piero Gros feierte er große Erfolge. Von 1972 bis 1974 war er Vizepräsident des französischen Skiverbandes (FFS). Später gründete er eine erfolgreiche Firma für Sportbekleidung. 1961 schloss Jean Vuarnet eine Vereinbarung mit den französischen Optiker und Brillenhersteller Roger Pouilloux zur Vermarktung einer Sonnenbrillenkollektion unter dem Markennamen seines Nachnamens: Vuarnet. In den 1980er Jahren waren Vuarnet-Sonnenbrillen der größte Konkurrent zum Mitbewerber Ray-Ban auf dem US-amerikanischen Markt. Dabei standen sich insbesondere das Vuarnet-Modell Cat-Eye und das Ray-Ban-Modell Wayfarer als Konkurrenten gegenüber. Nicht zuletzt war dieser Erfolg auch dem Sponsoring der Olympischen Sommerspiele 1984 in Los Angeles zu verdanken, wo der Werbespruch der Wettervorhersage immer hieß: „It’s a Vuarnet day today!“ Dies ist auch heute noch der Werbeslogan der Firma, die seit 2011 zur Alain-Mikli-Gruppe gehört.
Vuarnet war mit der ehemaligen Skifahrerin Édith Bonlieu, der Schwester des späteren Riesenslalomolympiasiegers François Bonlieu, verheiratet, mit der er drei Kinder hatte. Seine Frau und Sohn Patrick kamen im Dezember 1995 bei einem Massaker der Sonnentempler-Sekte ums Leben.